# Polites baracoa
Polites baracoa är en fjärilsart som beskrevs av Lucas 1857. Polites baracoa ingår i släktet Polites och familjen tjockhuvuden. Inga underarter finns listade i Catalogue of Life.